# Caggiano (Kampanien)

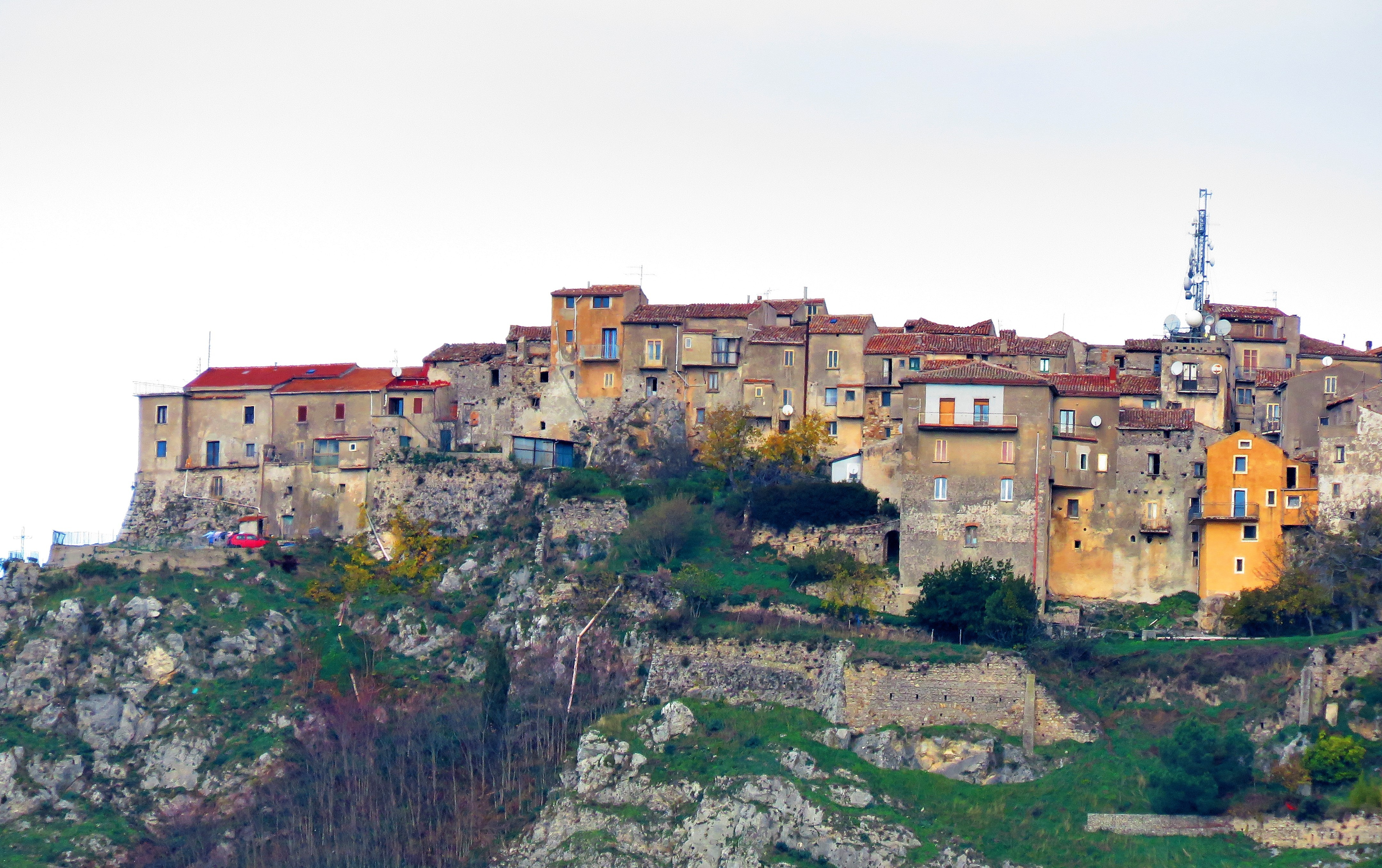
Caggiano

Caggiano ist eine italienische Gemeinde mit 2500 Einwohnern (Stand 31. Dezember 2023) in der Provinz Salerno in der Region Kampanien. Sie ist Bestandteil der Comunità Montana Tanagro - Alto e Medio Sele.

## Geografie
Die Nachbargemeinden sind  Auletta, Pertosa, Polla, Salvitelle, Sant’Angelo Le Fratte (PZ), Savoia di Lucania (PZ) und Vietri di Potenza (PZ). Die Ortsteile sind Calabri, Fontana Caggiano I, Mattina, Mattina V. und Piedi L'Arma.

## Persönlichkeiten
- Giuseppe Abbamonte (1759–1818), Politiker